# Phytomyza clematidella
Phytomyza clematidella är en tvåvingeart som beskrevs av Spencer 1959. Phytomyza clematidella ingår i släktet Phytomyza och familjen minerarflugor.
Artens utbredningsområde är Kenya. Inga underarter finns listade i Catalogue of Life.